# Copestylum vierecki
Copestylum vierecki är en tvåvingeart som först beskrevs av Charles Howard Curran 1925.  Copestylum vierecki ingår i släktet Copestylum och familjen blomflugor.
Artens utbredningsområde är Colombia. Inga underarter finns listade i Catalogue of Life.